# Выборы в Европейский парламент в Греции (2009)
Выборы в Европейский парламент в Греции прошли 7 июня 2009 года в рамках общеевропейских выборов, на них избиралась греческая делегация была сокращена с 24 до 22 депутатов в результате вхождения в Европейский союз новых стран. Выборы в Греции проходили по партийным спискам по пропорциональной системе при 3%-м избирательном барьере.

## Результаты
Выборы 2009 года стали 6-ми выборами в Европейский парламент. 
| Партия                                                                            | Партия                                 | Лидер                               | Голоса    | %      | +/-    | Места | +/- |
| --------------------------------------------------------------------------------- | -------------------------------------- | ----------------------------------- | --------- | ------ | ------ | ----- | --- |
|                                                                                   | Всегреческое социалистическое движение | Георгиос Папандреу-мл.              | 1 878 859 | 36,64  | +2,62  | 8     | -   |
|                                                                                   | Новая демократия                       | Костас Караманлис                   | 1 655 636 | 32,29  | -10,72 | 8     | -3  |
|                                                                                   | Коммунистическая партия                | Алека Папарига                      | 428 283   | 8,35   | -1,13  | 2     | -1  |
|                                                                                   | Народный православный призыв           | Георгиос Карадзаферис               | 366 615   | 7,15   | +3,03  | 2     | +1  |
|                                                                                   | СИРИЗА                                 | Алексис Ципрас                      | 240 898   | 4,7    | +0,54  | 1     | -   |
|                                                                                   | Экологические зелёные                  | Комитет из 6 председателей          | 178 964   | 3,49   | +2,88  | 1     | +1  |
|                                                                                   | Прочие партии                          | Прочие партии                       | 377 982   | 7,38   | —      | 0     | —   |
| Действительные бюллетени                                                          | Действительные бюллетени               | Действительные бюллетени            | 5 127 237 | 97,46  |        |       |     |
| Недействительные бюллетени                                                        | Недействительные бюллетени             | Недействительные бюллетени          | 72 791    | 1,38   |        |       |     |
| Пустые бюллетени                                                                  | Пустые бюллетени                       | Пустые бюллетени                    | 61 008    | 1,16   |        |       |     |
| Всего                                                                             | Всего                                  | Всего                               | 5 261 036 | 100,00 | —      | 22    | -2  |
| Зарегистрированных избирателей/Явка                                               | Зарегистрированных избирателей/Явка    | Зарегистрированных избирателей/Явка | 9 995 992 | 52,63  |        |       |     |
| Источники: Ministry of the Interior, Public Administration, and Decentralization. |                                        |                                     |           |        |        |       |     |